# Raïon de Haradok
Le raïon de Haradok (en biélorusse : Гарадоцкі раён, Haradotski raïon) ou raïon de Gorodok (en russe : Городокский район, Gorodokski raïon) est une subdivision de la voblast de Vitebsk, en Biélorussie. Son centre administratif est la ville de Haradok.

## Géographie
Le raïon couvre une superficie de 2 980,13 km2, dans le sud-est de la voblast. Le raïon de Haradok est limité au nord et à l'est par la fédération de Russie (oblast de Pskov), au sud par le raïon de Vitebsk et à l'ouest par le raïon de Choumilina et le raïon de Navahoudrak.

## Histoire
Le raïon fut créé le 17 juillet 1924. Il fit d'abord partie de l'okroug de Vitebsk, puis, à partir du 15 janvier 1938 de la voblast de Vitebsk.

## Population

### Démographie
Les résultats des recensements de la population font apparaître une baisse continue de la population depuis 1959.
| 1959   | 1970   | 1979   | 1989   | 1999   | 2009   |
| ------ | ------ | ------ | ------ | ------ | ------ |
| 48 046 | 44 810 | 40 604 | 38 669 | 34 693 | 26 760 |

### Nationalités
Selon les résultats du recensement de 2009, la population du raïon se composait de deux nationalités principales :
- 88,8 % de Biélorusses ;
- 9,22 % de Russes.

### Langues
En 2009, la langue maternelle était le biélorusse pour 59,87 % des habitants du raïon de Haradok et le russe pour 37,83 %. Le biélorusse était parlé à la maison par 17,71 % de la population et le russe par 73,05 %.